# 新聞販売店

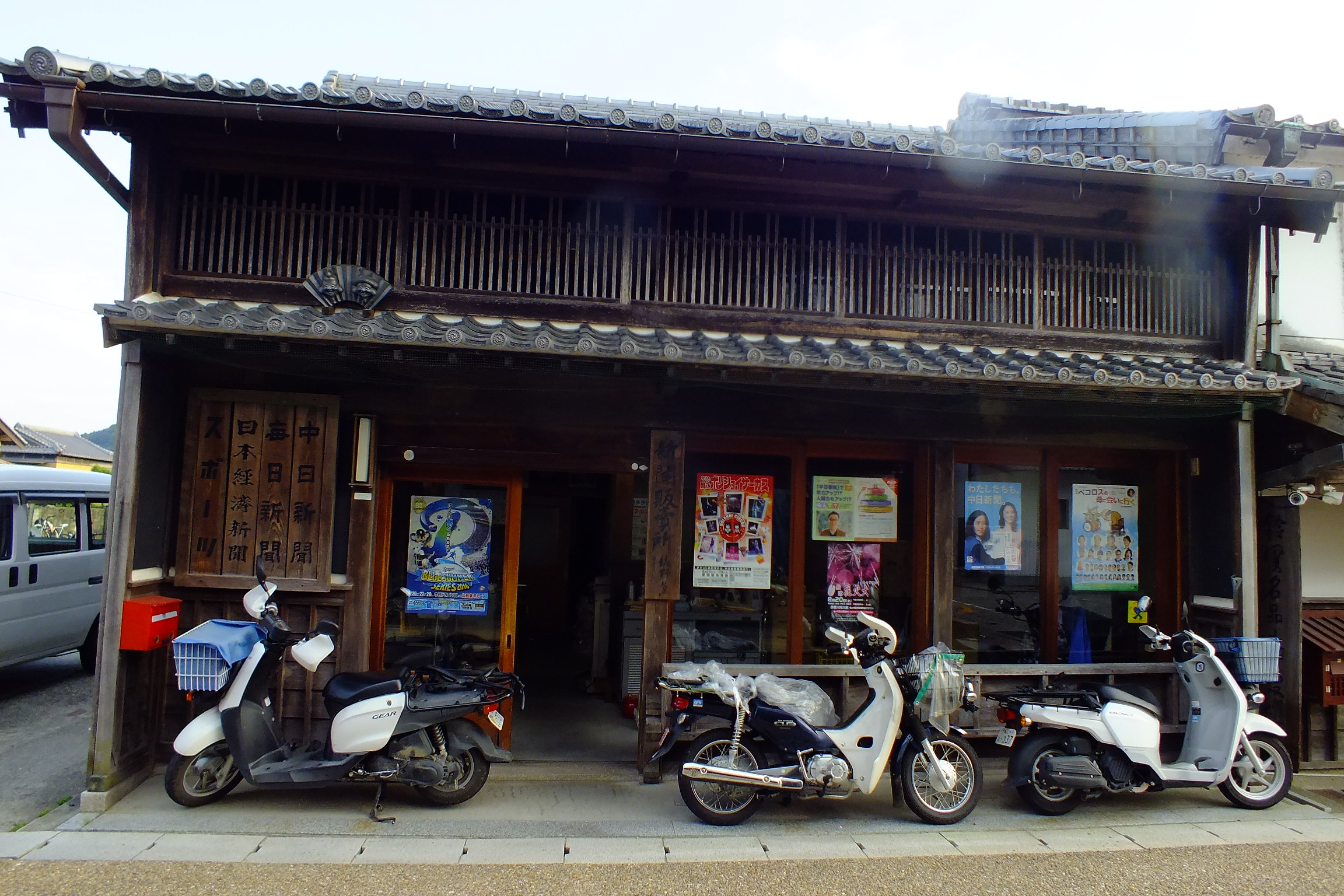
東海道五十三次関宿の新聞販売店

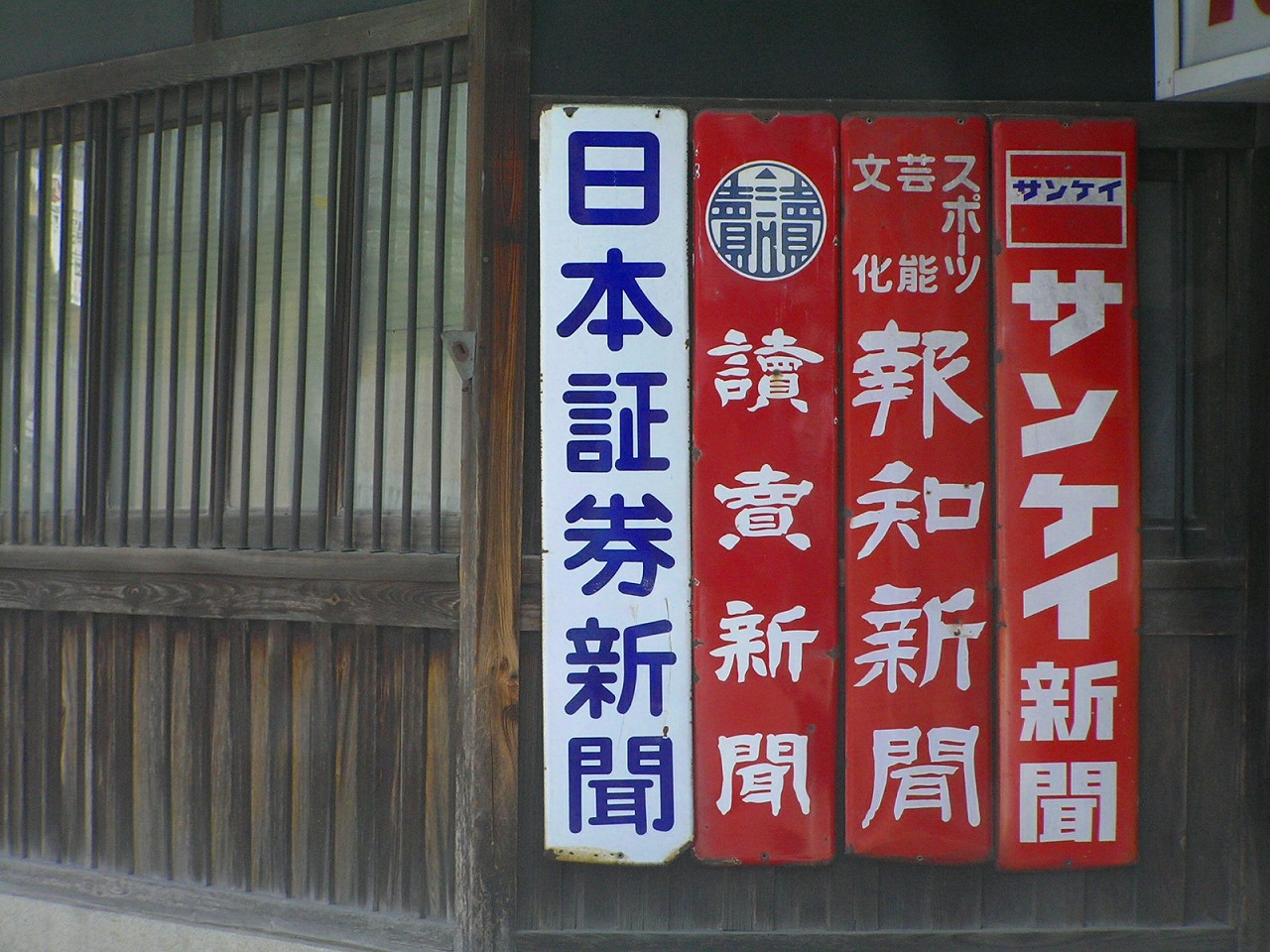
地方では2紙以上の新聞を扱う販売店も多い。また、写真のように旧題字の看板を掲示する販売店も存在する

新聞販売店（しんぶんはんばいてん）とは、各世帯と紙の新聞の宅配契約を結び宅配、集金をする店（営業所）のことである。新聞社とは別の会社によるものであり、新聞社との契約によって販売事業を行っている。新聞屋とも言われるが反社会的勢力の新聞屋とは異なるものである。
日本の新聞戸別宅配制度を維持するシステムとなっており、日本の高い新聞購読率は新聞販売店が支えている。2024年10月時点で全国に12,935軒の販売店があり、10年前と比較すると4,674軒減少している。
新聞販売店は、特定の新聞社の新聞のみを扱う「専売店」、特定の新聞社の系統に属しながら他紙も扱う「複合店」、その地域の全ての新聞を扱う「合売店」の3種類に分けられる。都市部では専売店が多いが、新興住宅地や地方では複合店も多く、人口の少ない地域では合売店が多い。また、専売店は他紙販売店の廃業などにより、他社からの業務委託を受けて複合店に変わることがある。
販売店では店頭などで新聞を一部のみ購入することや、新聞社が刊行している書籍や雑誌を注文することができる場合もある。さらに販売店によっては食品の販売・宅配など、独自の購読者向けサービスを実施している場合がある。

## 新聞販売店の愛称

### 全国紙
- 読売新聞 YC（Yomiuri Center=読売センターの略）[注 1]
- 朝日新聞 ASA（Asahi Shimbun Service Anchor=朝日新聞サービスアンカーの略）
- 毎日新聞 毎日ニュースポート[注 2]
- 日本経済新聞 NSN（News Service NIKKEIの略）
- 産経新聞 産経新聞販売店

### ブロック紙・地方紙
- 西日本新聞 西日本新聞エリアセンター
- 中日新聞 中日新聞専売店
- 東京新聞 東京新聞専売所
- 中国新聞 中国新聞販売所

上記以外の地方紙の多くは、地方紙専売所が少ないため、全国紙、ないしはブロック紙に宅配を委託する場合も多い。

## 従業員数
業界全体では2024年10月1日時点で207,529人の従業員が居る。うち新聞少年（中学生及び高校生）は、337人。前回（2023年10月1日現在）と比べ2,928人、5.9%減少した。
全従業員における男女比は男性62.0％対女性38.0％（前回61.3％対38.7％）だった。

## 収益
新聞販売店は、新聞社との契約により販売の拡張と購読者の管理および集金業務を行うのが主業務である。新聞購読料と折り込みチラシの売り上げが主な収入源であり、これに付随して本社から支給される様々な補助費も加算される。
全国の販売店合計で年間約1兆7500億円が売り上げて本社へ納められており、この内、合計約6500億円が配達手数料として、さらに約1500億円が販売促進費として本社から販売店へ還元される仕組みとなっている。全体から占める販売経費の比率からすれば、販売コストの高い業種でもある。

### 補助金
販売店と本社の営業担当者との取り決めにより担当地域の世帯数から算出した基数が設定され、これを基にして補助金や奨励金などが決まる。金額は、自販売店の扱う銘柄の購読者が世帯数に占める割合が多いほど高額となる。
補助金の内訳としては他にも従業員の厚生費の補助や新聞拡張団を入れるための補助など非常に多岐に渡る項目があり、販売店の経営者ですら掌握しきれない場合もあるほど分かりづらい構造となっている。また補助金の内訳は本社販売担当者の裁量下にあるため、新聞社としての明確な規定はないとされる。

## 主要新聞の販売店の分布・特徴
読売新聞
- 読売新聞は日本一の部数を誇る全国紙で、全国紙では一番多く地方の町村まで専売店網が存在する。
- 他紙を取り扱う複合店は少ない。

朝日新聞・毎日新聞
- 読売新聞と同じく部数の多い全国紙であるが、読売新聞よりは専売店や複合店は少ない。
- 地方紙や日本経済新聞や産経新聞を取り扱う複合店が多く存在する。

日本経済新聞
- 全国紙の中では非常に専売店は少ない。東京都、大阪府以外の都道府県では事業所の多い県庁所在地等の主要都市に存在するのみである。
- 日本経済新聞社の支社ビル内に専売店を設けている場合も多い。

産経新聞
- 全国紙であるが、発行部数の約5割が関西、2割が関東と偏っている為、専売店も関西と関東に集中している。その他の地域は主要都市の一部に存在する程度である。さらに北海道と九州は専売店が存在せず、中部も長野県と静岡県の一部に存在するのみである。
- 部数の少ない小規模店が多く、看板を掲げていない店も存在する。

地方新聞
- 首都圏や関西圏を除く地域では、全国紙よりブロック紙や県域紙等の地方紙のシェアが圧倒的に高く専売店も多数存在する。また、全国紙との複合店も多く存在する。
- 又、神奈川新聞、埼玉新聞、千葉日報等の首都圏の県域紙や、部数の少ない地方紙は専売店を持っておらず他紙の販売店に委託している。

その他の新聞
- スポーツ紙や専門紙は、基本的に専売店を持たず、系列の新聞販売店で取り扱う。
- 官報は、県庁所在地等の大都市に専売所を持っている
- 聖教新聞、赤旗は、機関紙であるが、独自の専売所を持っている。

## 地域的な特徴
- 福島県・関東地方・静岡県では基本的に地元紙を全国紙の専売店に委託販売するのが主流であり、一部を除き地元紙専門の専売店が存在しない。
- 沖縄県では日本経済及び日本農業新聞を除く全国紙や専門紙は1日遅れで（本州版が空輸）配達される他、地元紙の専売店とは別の全国紙専門の合売店が販売を行っている。

## 問題点

### 拡張団
新聞宅配契約は販売店が独自に行う場合と「拡張団」または「団」と呼ばれるセールスマンが行う場合がある。拡張団は販売店とは異なる独立した存在で、取り付けた定期購読契約を販売店に買い取ってもらうことで利益を得る。しばしば拡張団の暴力的な勧誘が問題視される。
新聞販売店にとっては、地元に根ざしているために強引な勧誘がやり辛い身内の社員よりもよそから来た拡張団の営業力に頼らざるを得ない面もある。これは後述するノルマ達成と現状維持のためという面が大きく、部数の逼迫した状況では社員よりも遥かに高額のカード料（新聞契約カードと引き替えに拡張団へ支払う報酬）を負担して拡張団に頼る事になる。しかし、そのような状況下で強引に契約を行った購読者は以下の理由により将来的に購読者として定着することは少ない。
- 高額な拡材（新聞宅配契約と引き替えに購読者へ渡すサービス品）目当てで契約した。
- 強引さに押されて渋々契約した。
- 騙されて契約した（いつでも購読を止められる、後からいくらでも拡材を持ってくるなど）。
- 拡張団が全額または一部購読料を負担する、無料だからと言われて契約した。

連日に渡り拡張団の営業力に依存して部数を維持しても、それは高いコストを掛けた見かけ上の部数維持にしかならない。しかし、販売店としては部数の低下を防ぐために拡張団に頼り続けるという悪循環になっている。
また、販売店が受け持った地域の購読者が拡張団が提示する好条件の契約に慣れてくると販売店の社員では対応していくのが困難となってしまい、購読者にとっては都合が良くとも販売店にとっては経営維持が苦しい状況となる。

### ノルマ達成と押し紙
新聞社は販売部数拡大と発行部数に比例して広告収入が決定されるため、広告費収入の維持・増益を目的として、しばしば「目標数○○万部」などと契約上の優越的地位を利用して過大なノルマを販売店に課すことがある。これらは販売しなければならない新聞を販売店に押しつけている形になっていることから、「押し紙」と呼ばれている。なお、押し紙制度は新聞社の販売部局に長く在籍した飯田真也（朝日新聞代表取締役会長）が作り出したといわれる。
販売店は新聞社に対して従属的な立場にあり要求を拒めば販売店契約の解除を暗にほのめかされるなど不利な状況に追い込まれるため、「押し紙」を所謂自爆営業で受け入れざるを得ない。新聞社は販売店に「押し付けた」時点で利益を計上することができるが、販売店は売れ残った新聞の代金も新聞社に一方的に支払い続けなければならない。
こういった行為は私的独占の禁止及び公正取引の確保に関する法律（独占禁止法）に抵触する。1997年、公正取引委員会は、北國新聞社（石川県）に対し、「大部分の新聞販売店に対し、その注文部数を著しく超えて供給しており、その結果、新聞販売店においては、相当部数の販売残紙が生じ、経済上の不利益を受けている」としたうえで、排除措置命令を発出している。また、2016年には、参議院経済産業委員会で、山田昭典公正取引委員会審査局長が、朝日新聞社による販売店に対する新聞の販売方法に関し、公正取引委員会から注意を行ったことを明らかにした。
なお、全国の日刊紙で発行部数の2割程度、約1000万部が日々廃棄されているという。ただ新聞配達業務には、輸送やチラシの折り込み作業で破れる、配達時に落とす、雨に濡れるなどのトラブルはつきものであり、多少の予備も必要になるため廃棄される新聞全てが押し紙とはいえない。
月刊誌『財界にっぽん』によれば、元販売店と新聞社との民事訴訟で実売2000部に対し押し紙が3000部だったケースも報告されている。2007年秋に総部数2010部となっているところ、実際に読者に配達していたのは1013部と997部、実に半分もの新聞が押し紙となっている例もあるという。新聞各社は押し紙の存在を否定するが、漫画『ミナミの帝王」などで言及され、特にネットなどではよくその存在が既成事実として語られる。
「押し紙」の存在は販売店にとって大きな経済的負担になっており、経営に行き詰った元販売店が新聞社を相手取って実際に訴訟をおこすケースもある。2009年3月には、押し紙をめぐる裁判でフリー記者の黒藪哲哉が読売新聞に勝訴した。また同年6月、『週刊新潮』が、滋賀県内の読売新聞は18%（全国平均では3〜4割）、朝日新聞は34%、毎日新聞と産経新聞は57%が押し紙であるとした特集を組むなど、近年はこれまでのタブー視を打ち破るような情勢が形作られてきている。同誌の記事の信憑性を問う裁判では、週刊新潮側が敗訴しているが、2016年4月28日号掲載の記事では、販売店主の告白という体裁で、再び各紙の押し紙（水増し）率を記事にしている。
新聞社は広告主に対し公称部数を元に広告枠を販売しているため、「押し紙」を差し引いた実売部数が明らかになれば「押し紙」分だけ新聞社の広告費収入や販売店の貴重な収入源であるチラシ収入が減少することとなる。
週刊文春は新聞販売の闇として、押し紙で講読者数を偽装して、そのデータを基準とした広告料を掲載主らから取ることで差額を莫大な利益としていると報道した。2015年に退職した元朝日新聞社販売管理部長の畑尾一知によると新聞を読む人の数はとてつもない勢いで減少していると明かしている。それにも関わらず、日本新聞協会が毎年発表する新聞の発行部数はそこまでは落ち込んでいない背景について、「そのギャップは押し紙として、販売店に押しつけられているのが実情だ」と明かしている。毎日新聞では押し紙率が多かったため、販売店と度々訴訟になっている。
押し紙の一部はの店舗や店員の知人に緩衝材、包装紙などとして譲渡されていた。近年では新聞販売店から未使用の新聞紙を回収し、インターネットショップで「ペットのトイレシート」などの名目でキログラム単位で販売するビジネスモデルが定着している。

### 販売店の経営状態
主に新聞の販売益と新聞に折り込まれる折込チラシの手数料収入が経営を支えている。新聞販売店の原価率は極めて高く、粗利は低い。配達員の給与も時間的特殊性から高く、営業（訪問セールス）に支払われる対価も決して小さくはない。そのため人件費のウエイトが非常に大きい。特にチラシの多い都市部ほどチラシの収入から営業活動やいわゆる押し紙の経費を捻出している割合が高い。このような経営体系のため、チラシの指数と実際の新聞の扱い部数が乖離し、配布されることのない余分なチラシに対しても手数料を徴収していた事例が過去には非常に多く見られたが、最近では新聞雑誌部数公査機構であるABC（Audit Bureau of Circulations）の店別指数公表もあって以前よりは改善され、さらにインターネットの普及によりチラシ自体が減少傾向にあるために、その経営環境はますます厳しくなっている。
また、表向きは再販制度及び新聞特殊指定により「全国同一価格」が謳われているが実際は新規契約に際して「3ヶ月間無料」といった条件が提示されるなど同じ新聞の販売店でも月極で800円前後の価格差が存在し事実上の値下げが行われ、「全国同一価格」が部分的に守られていないことが知られるようになってきている。
地方の販売店では以前からよく見られたが、都市部でも単独の新聞社系列の商品だけでなく複数新聞社系列の商品を取り扱うことで収益をあげようという経営努力がみられるようになる。例えば、朝日新聞販売店で産経新聞も取り扱うなど新聞社の主義主張とは異なる取り合わせも見られる。

### 販売店に勤める労働者
おおむね以下のような待遇となっている。
給与
一般業種と比較し拘束時間が事実上長く、不規則な勤務時間となるために未経験者にも比較的高めの給与が設定されている。
金銭的補助
雇用の際に住居の提供や引っ越し代の負担、さらに生活費の貸し出しを行っている販売店が多い。
積立金
一定期間、給与から所定金額が積み立てられ期間満了時に積み立てた金額へさらに新聞販売店と本社からの援助金額が加算された金額が支払われる。これは積立金制度と呼ばれている。
雇用
基本作業となる配達に関して言えば特殊な技能は不要で、一般業種と比較して雇用者の望むハードルは低めに設定されている。
近年、本社営業部門の方針もあり業界全体のクリーン化が進められているが、長年にわたり定着してきたイメージはなかなか変化していない。また、このようなクリーン化の方針を長年在籍していた中堅以上の社員に対してどのように指導していくかも難しい課題となっている。
都市部では奨学金を提供する代わりに一定年数の労働に従事する新聞奨学生も存在する。

### 職場環境
全国的な購読数落ち込みにより環境の良くない販売店は次第に淘汰されており、環境改善への取り組みは強まってはいる。しかし、下に挙げるような職場環境の販売店は現在も無くなっていない。
離職率が高い
理由として気軽に就ける職場であり若干のノウハウを会得していれば他の販売店でも応用できる業務であること、また積み立てを終えてまとまった金銭を得られたら退職など最初から期間限定で就業する従業員がいることなどがある。これに加えて強引な営業を続けて担当地域に居辛くなったり、集金した金を横領して発覚前に逃走する例も少なくない。
事業所周辺での評判が悪い
早朝から新聞の荷下ろしが行われ、また配達用の自動車や原付などの騒音と排気ガス、従業員同士の大声での会話、路上でのそれら車両の駐車が邪魔など、または容姿の悪い新聞拡張員がたむろして怖いなどがある。また前述のように営業を行なう場合に拡張団の印象が販売店の印象となってしまいやすく、契約を迫られた住民とトラブルになるケースも少なくない。大抵は直接の苦情や本社クレームとなるが、甚だしい場合は警察へ通報される場合もある。

### その他の問題点
新聞を宅配契約していて長期間旅行などで留守にする場合、販売店に宅配を止めてもらうことができる。2004年にはこの制度を悪用し、留守宅に空き巣に入るという事件が発生した。